# 2014 MF70
2014 MF70 est un objet transneptunien, faisant partie des plutinos, d'un diamètre d'environ 200 km.